# Kevin Estrada
Kevin Estrada (* 28. Mai 1982 in Surrey, British Columbia) ist ein kanadischer Eishockeyspieler, der zuletzt beim SC Langenthal in der National League B spielte.

## Karriere
Estrada begann seine Karriere 1997 bei den Chilliwack Chiefs, für die er bis 2001 in der kanadischen Juniorenliga British Columbia Hockey League spielte. Vor Beginn der Saison 2001/02 nahmen ihn die Carolina Hurricanes aus der National Hockey League unter Vertrag, die den Flügelstürmer im NHL Entry Draft 2001 in der dritten Runde an 91. Position ausgewählt hatten.
Allerdings absolvierte der Kanadier kein einziges NHL-Spiel für Carolina und verbrachte die folgenden vier Spielzeiten bei der Michigan State University im Spielbetrieb der National Collegiate Athletic Association, bis er schließlich 2005 zu den Lowell Lock Monsters in die American Hockey League wechselte. Im selben und dem darauf folgenden Jahr bestritt Estrada ebenso einige Spiele für die Florida Everblades aus der ECHL, obgleich er zur Spielzeit 2006/07 bei den Albany River Rats unter Vertrag stand.
In der Saison 2007/08 stand der Angreifer zunächst bei den Victoria Salmon Kings unter Vertrag, absolvierte jedoch auch einige Spiele für Manitoba Moose, bis er anschließend zur Saison 2008/09 nach Europa zu den Herlev Hornets in die dänische AL-Bank Ligaen wechselte. Im Januar 2009 wechselte Estrada in die Deutsche Eishockey Liga zu den Kassel Huskies, bei denen er einen Vertrag bis zum Ende der Saison 2009/10 besaß.
Ab November 2009 stand er beim HKm Zvolen in der slowakischen Extraliga unter Vertrag, bevor der Linksschütze im Februar 2010 vom SC Langenthal aus der National League B verpflichtet wurde. Diese statteten ihn mit einem Kontrakt bis zum Saisonende aus, der im Anschluss nicht verlängert wurde.

## Karrierestatistik
(Legende zur Spielerstatistik: Sp oder GP = absolvierte Spiele; T oder G = erzielte Tore; V oder A = erzielte Assists; Pkt oder Pts = erzielte Scorerpunkte; SM oder PIM = erhaltene Strafminuten; +/− = Plus/Minus-Bilanz; PP = erzielte Überzahltore; SH = erzielte Unterzahltore; GW = erzielte Siegtore; 1 Play-downs/Relegation; Kursiv: Statistik nicht vollständig)